# W. A. Bleckert
W. A. Bleckert war eine im 19. Jahrhundert in Hannover gegründete Bildhauer- und Steinmetz-Firma, die insbesondere für Grabmäler und Marmorwaren bekannt war.

## Geschichte

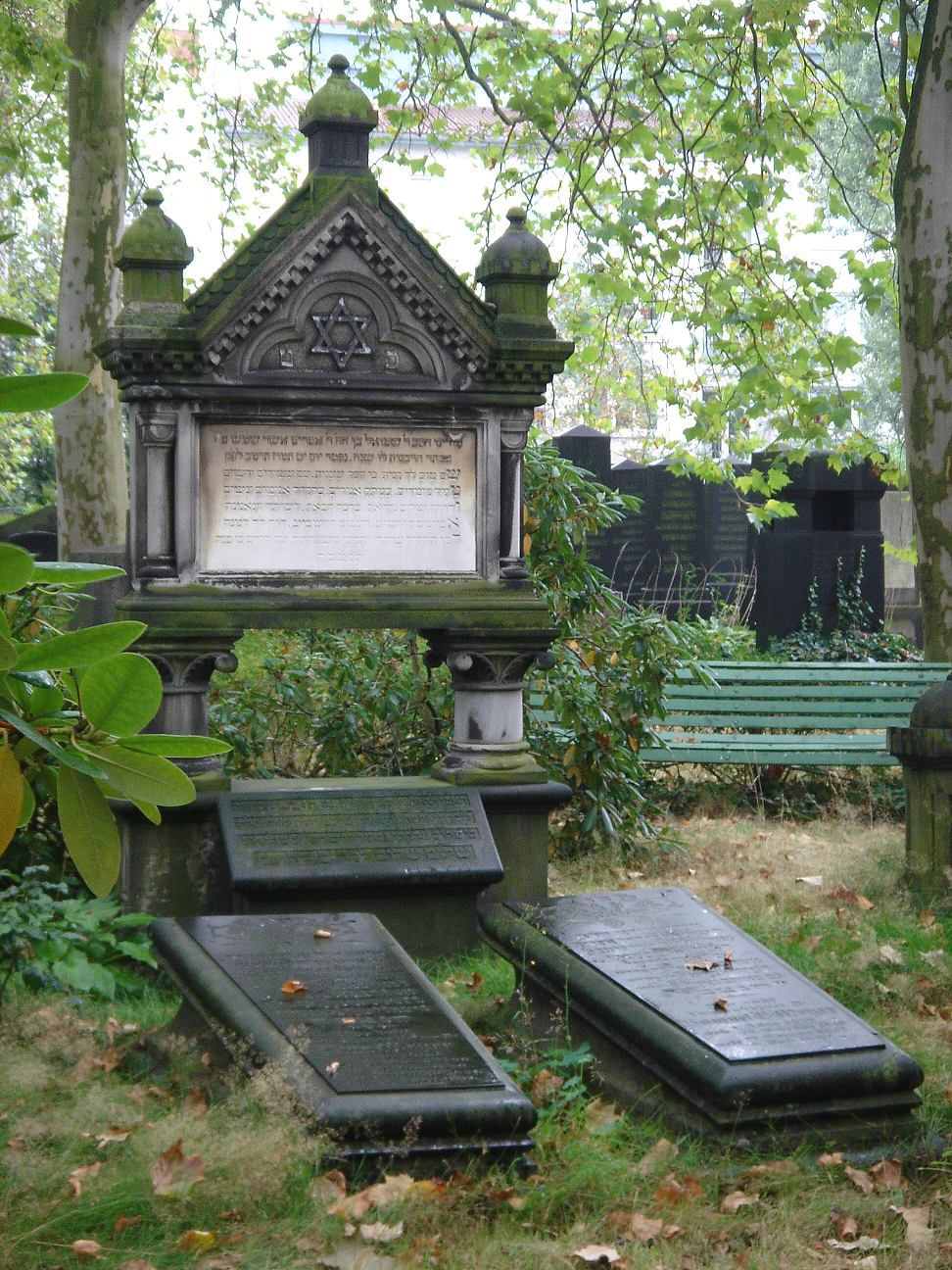
Zentrales Ehrengrab mit Gedenkstein der Synagogengemeinde für den Landrabbiner Samuel Ephraim Meyer und seine Ehefrau, ausgeführt durch W. A. Bleckert auf dem Jüdischen Friedhof An der Strangriede in Hannover
(Foto vor der Grabpflege im Jahr 2005)

Der Steinhauermeister und Steinbruch-Besitzer August Bleckert bewarb ab der Mitte der 1870er Jahre zunächst sein Baumaterialien-Lager und Dienstleistungen „aller Bau-Arbeiten in weissem und rothem Sandstein“. Neben Grabmonumenten in verschiedenen Gesteinssorten in allen Qualitäten und Farben wie Marmor aus Italien und Schlesien oder Granit aus Schweden oder Belgien fertigte er auch Quader, Treppenstufen, Sohlbänke, Torpfeiler, Gossen-, Brunnen- und Schleifsteine, für die er ein großes Lager unterhielt. Als „größtes Geschäft der Stadt Hannover“ stand er noch vor Mitbewerbern wie etwa Wilhelm Falke oder Adolf Tippenhauer.
Das auf der Nordwestdeutschen Gewerbe-, Industrie-, Handels-, Marine-, Hochseefischerei- und Kunstausstellung 1890 in Bremen preisgekrönte Unternehmen warb als „Hannovers größte Grabdenkmal-Industrie“ mit Filialen in den Städten Hoya, Stolzenau, Achim, Hemelingen, und Osterholz-Scharmbeck, zeitweilig auch in Hagen im Bremischen.
In den Schriften des Historischen Museums Hannover findet sich eine Fotografie als Gruppenbild vom fünfzehn, zwischen Grabdenkmälern arrangierten männlichen Personen, darunter ein Kind, untertitelt mit „Steinmetzbetrieb W. A. Bleckert 1889, Hannover, Engelbosteler Damm 62“.
Laut dem Adreßbuch, Stadt- und Geschäftshandbuch der Königlichen Residenzstadt Hannover und der Stadt Linden für das Jahr 1890 war die Inhaberin der Bild- und Steinhauerei, der Fabrik und des Lagers des Unternehmens am Engelbosteler Damm 61, später auch An der Strangriede 56, die „Ehefrau“ Wilhelmine Anna Bleckert. Bevollmächtigter der Firma W. A. Bleckert war der Steinhauer- und Baugewerkenamtsmeister August Bleckert, der privat im Parterre des Hauses Hildesheimer Straße 67 wohnte, wo sich auch das Kontor der Werkstatt fand. Im selben Jahr listete das Adressbuch einen weiteren Einwohner namens Bleckert auf, den Restaurator Wilhelm Bleckert mit Wohnsitz im damaligen Haus Thalstraße 6.
W. A. Bleckert, „nicht weit vom israelitischen Friedhofe“ An der Strangriede, bewarb seine Mazewot, von christlichen Steinmetzen für Juden hergestellte Grabsteine, in Granit, Syenit, Marmor und Sandstein.
Das Unternehmen hielt eine „permanente Ausstellung von einigen Hundert Grab-Monumenten mit und ohne Figuren“ vor. Zu den in Inseraten ausdrücklich hervorgehobenen ausgeführten jüdischen Grabdenkmälern wurden beispielsweise die Begräbnisstätten des Landrabbiners Samuel Ephraim Meyer genannt sowie denjenigen von „Ehepaar Coppel, Israel Heinemann, Frau Commerzrath Molling und Frau Moritz Steinberg“.
Als 1890 der dreijährige Junge Heinrich Schomburg starb, stiftete W. A. Bleckert den ersten und ältesten Grabstein für den neu eröffneten Stadtfriedhof Stöcken: „Dem neuen Gottesacker gewidmet von W. A. Bleckert – Grabmalindustrie“ findet sich als Inschrift auf der Rückseite des denkmalgeschützten Grabsteins in Abteilung 3 des Friedhofs.
Um 1900 lieferte Bleckert im Auftrag der in Minden ansässigen Druckereibesitzer-Familie Köhler für den dortigen Alten Friedhof einen mehrteiligen Grabstein, auf dessen zweifach gestuftem Sandsteinsockel ein Palmwedel eingraviert ist, darüber ein Zippus mit Dreiecksgiebeln und Eckakroterien, das Ganze bekrönt von einem polierten schwarzen Obelisk mit „Leichtext: Die Liebe höret nimmer auf“.
Die 1905 bereits als „ehemalig“ bezeichnete Steinmetzfirma Bleckert hatte zuvor – zur Demonstration der Beständigkeit gegen Witterungseinflüsse – für die Baustoffsammlung der Baugewerkschule Nienburg einen großen Block aus Mehler Sandstein geschenkt, ein Gestein, das auch beim Empfangsgebäude des Hauptbahnhofs Hannover verwendet wurde.